# Montabone
Montabone ist eine Gemeinde in der italienischen Provinz Asti (AT), Region Piemont.

Montabone aus Süden gesehen

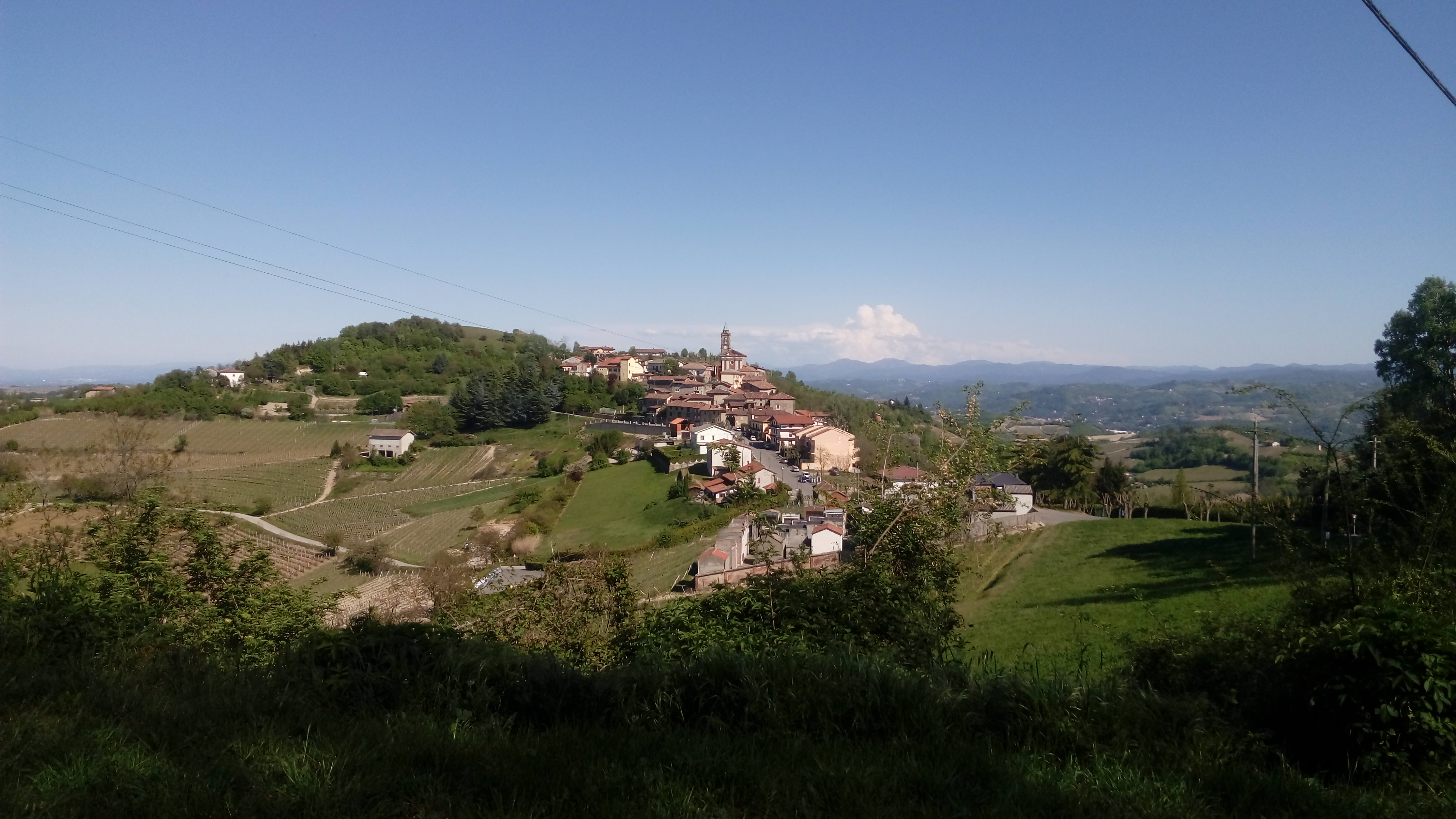
Dorf und umgebende Felder

## Lage und Einwohner
Montabone liegt 40 km südöstlich von der Provinzhauptstadt Asti entfernt auf der Hügelkette, welche die nördliche Begrenzung des Val Bormida ist. Rund ein Drittel der 314 Einwohner (Stand 31. Dezember 2023) lebt in den verwinkelten Gassen des Ortes. Die restlichen Einwohner verteilen sich auf kleine Weiler und Höfe an den umliegenden Hängen. Der Name hat die Bedeutung „Guter Berg“, was vermutlich auf die ertragreichen Böden um Montabone zurückzuführen ist und deshalb landwirtschaftlichen Ursprungs ist. Die erste urkundliche Erwähnung von Montabone datiert aus dem Jahr 1040 nach Chr.
Das Gemeindegebiet umfasst eine Fläche von 8 km². Die Nachbargemeinden sind Acqui Terme, Bistagno, Castel Boglione, Castel Rocchero, Rocchetta Palafea und Terzo.

## Sprache
Amts- und Mediensprache ist italienisch. Umgangssprache ist ein Südpiemontesischer Dialekt.

## Wirtschaft
Montabone lebt zu einem großen Teil von der Weinwirtschaft. Hauptsächlich werden die Rebsorten Moscato, Brachetto, Dolcetto und Barbera angebaut. Einige der ansässigen Weinbauern verarbeiten ihre Traubenernte zu Wein. In Montabone werden Reben für den Dolcetto d’Asti, einen Rotwein mit DOC Status angebaut. Die Beeren der Rebsorten Spätburgunder und/oder Chardonnay dürfen zum Schaumwein Alta Langa verarbeitet werden. Die Muskateller-Rebe für den Asti Spumante, einen süßen DOCG-Schaumwein mit geringem Alkoholgehalt sowie für den Perlwein Moscato d’Asti DOCG wird hier ebenfalls angebaut. Aus der Rebsorte Brachetto wird der liebliche Perlwein Brachetto d’Acqui hergestellt. In Montabone werden auch Reben der Sorte Barbera für den Barbera d’Asti, einen Rotwein mit DOCG Status, sowie für den Barbera del Monferrato angebaut.
Marginal ist der Anteil an Handel, Industrie und Gewerbe. In den letzten Jahren entstanden jedoch vermehrt Agritourismusbetriebe, welche neben regionalen Produkten auch Gästezimmer anbieten.

## Kultur und Sehenswürdigkeiten
Jährlich am 17. Januar findet ein Fest zu Ehren des Schutzpatrones San Antonio statt. Am 8. Mai wird das Kirchfest San Vittore begangen.
Sehenswert ist der Dorfkern von Montabone. Auf engstem Raum drängen sich die Steinhäuser auf der Bergkuppe. Zentrum des Dorfes ist die Piazza Grande. Das Dorf(zentrum) ist in sich geschlossen und durch ein steinernes Tor zu betreten. Die schön ausgestattete Kirche befindet sich im Dorfzentrum und ist einen Besuch wert.